# Конгидрин
Конгидрин — органическое вещество, ядовитый алкалоид, обнаруживаемый в небольших количествах в растениях болиголова пятнистого (Conium maculatum).

## Выделение и свойства

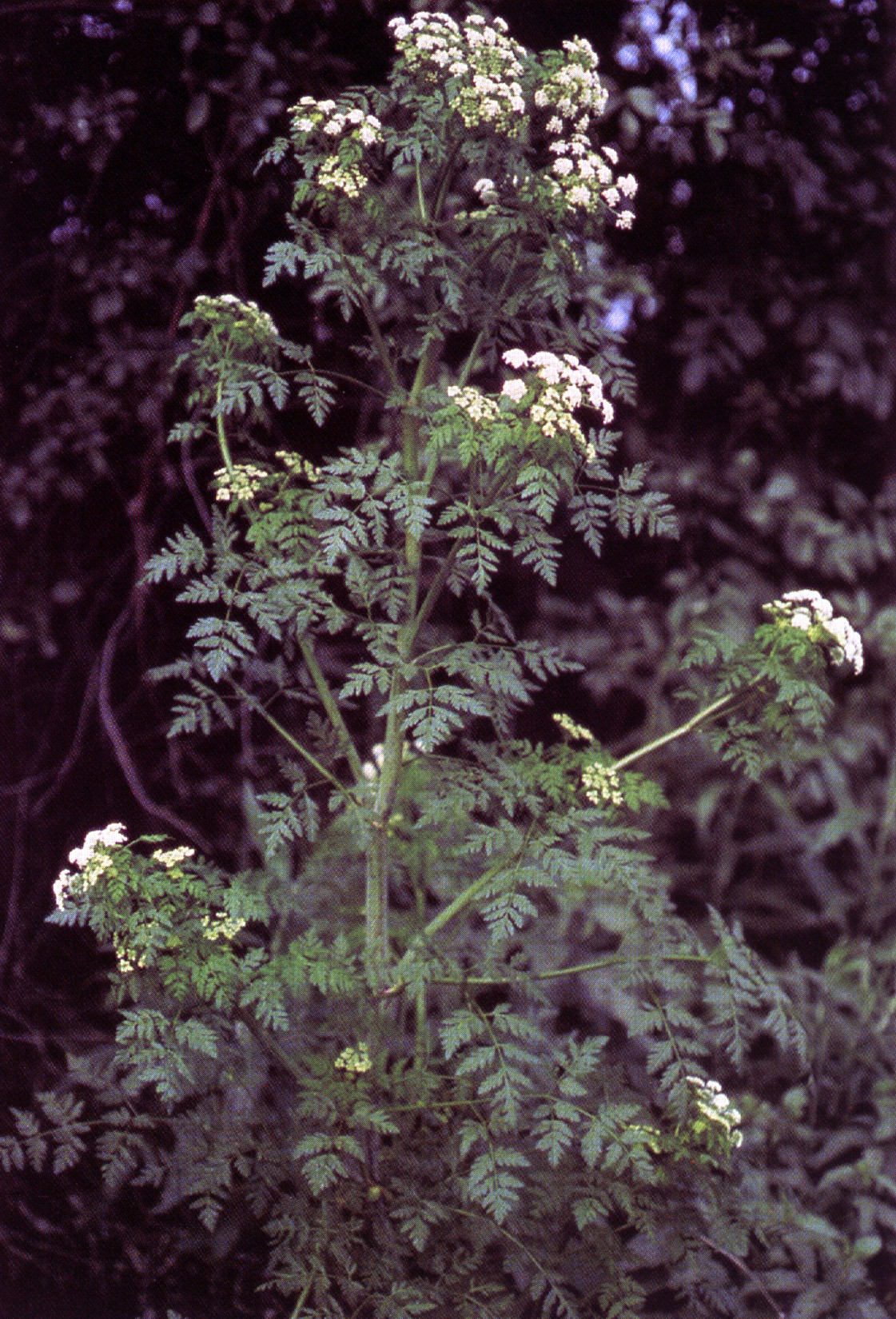
Болиголов пятнистый (Conīum maculātum).

Конгидрин и его изомер псевдоконгидрин встречаются исключительно в болиголове пятнистом (Conium maculatum) и главным образом в его цветках. Конгидрин, псевдоконгидрин, кониин и N-метилкониин синтезируются в растении, начиная с тетрамеризации 4четырёх C2-субъединиц в 3,5,7-триоксооктаноевую кислоту. После восстановления, трансаминирования и циклизации образуется γ-коницеин, из которого синтезируются все алкалоиды.

## Токсикология
Симптомами отравления конгидрином или псевдоконгидрином являются конвульсивные спазмы и снижение температуры тела. Летальная доза для животных — 400 мкг/кг. Для человека конгидрин менее токсичен, чем кониин.